# Škoda Popular
Škoda Popular, popř. její předchůdci, byl nejúspěšnější předválečný model automobilů značky Škoda, který napomohl firmě se dostat na vrchol. 23. srpna 1935 vyjel ve Škodě Popular Břetislav Jan Procházka s Mojmírem Urbánkem na Sněžku. V roce 2021 Škoda Popular Monte Carlo zvítězila v anketě Garáž.cz o nejkrásnější sériové auto z Česka.

## Modely

### Škoda 420 Standard, 1933–1934

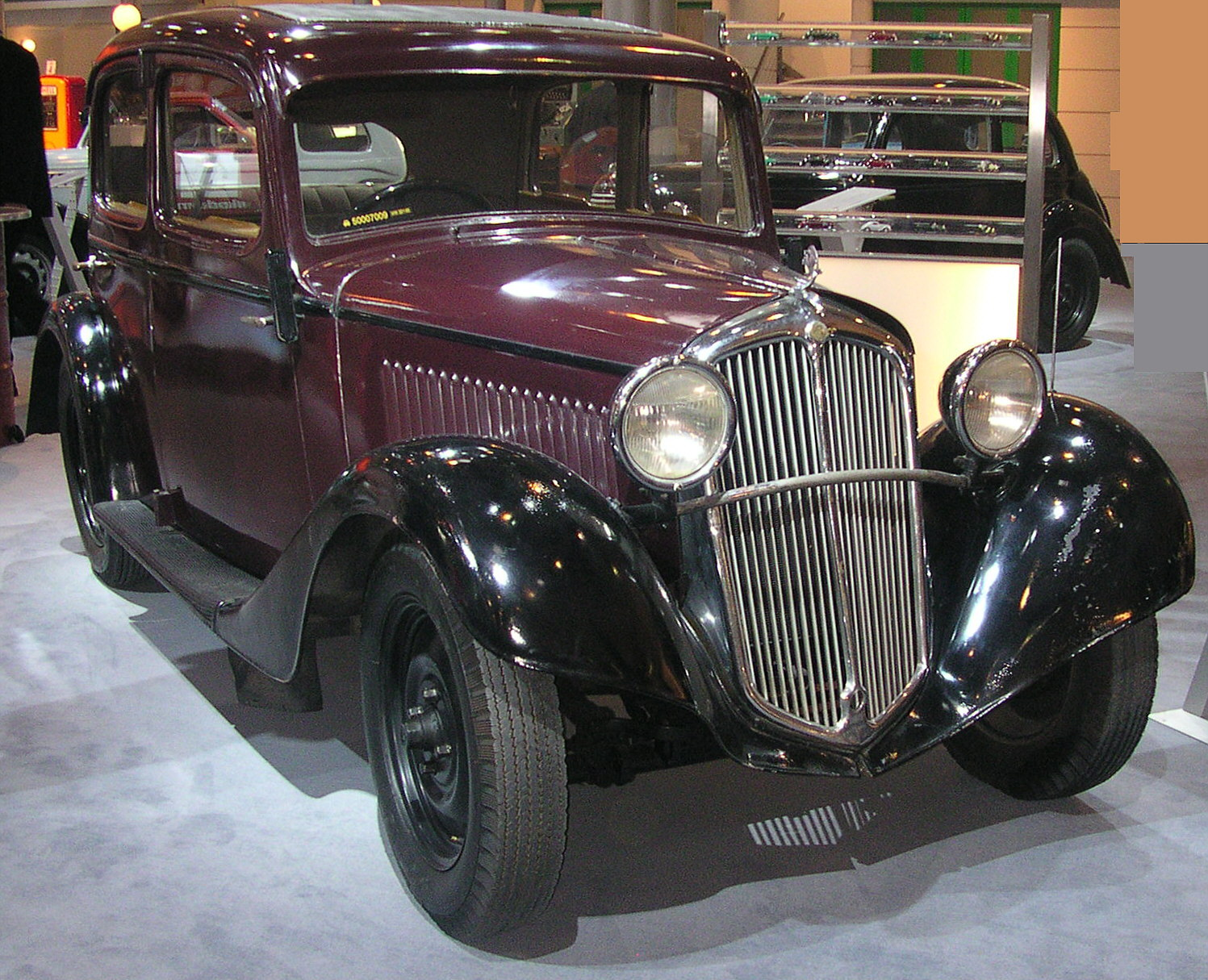
Škoda 420 Standard

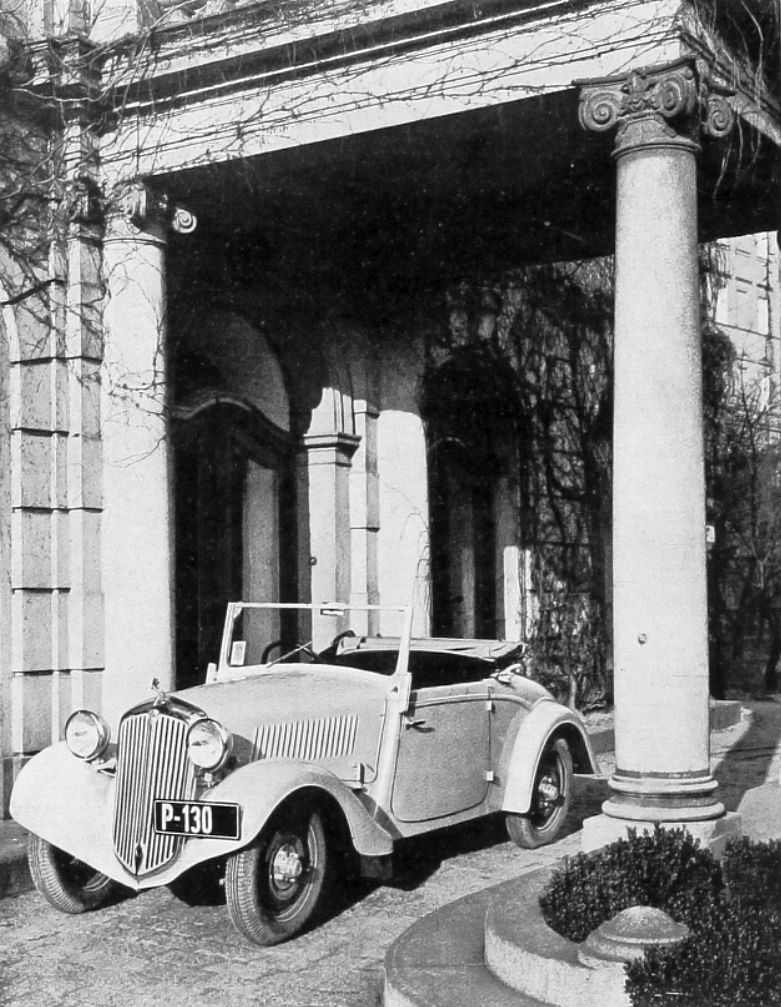
Škoda 420 Popular, roadster (1934)

Byla prvním automobilem Škody s novou koncepcí odvozené z tatrovácké koncepce – páteřový rám s výkyvnými polonápravami. Tato koncepce přinesla automobilce úspěch a ze třetího místa na domácím trhu ji po krizových létech vymrštila na první příčku. Možným důkazem o úspěšnosti tohoto řešení může být i to, že se tato konstrukce udržela až do další změny koncepce (Škoda 1000 MB). Škoda 420 byla označována pouze jako přechodný nebo studijní typ. Měla čtyřdobý kapalinou chlazený čtyřválec (ventilový rozvod SV) o objemu 995 cm³ s výkonem jak již název naznačuje 20 k (4 – počet válců, 20 – počet koňských sil), tedy 14,7 kW. Automobil měl třístupňovou převodovku se synchronizací 2. a 3. stupně a neměl diferenciál. Odpružení zajišťovaly listová pera, brzdění mechanické brzdy na všech kolech. Změna směru jízdy se prováděla pomocí šnekového řízení, které bylo na pravé straně vozidla. Vozidlo bylo karosováno většinou jako čtyřsedadlový tudor nebo jako otevřený vojenský automobil s plátěnou střechou o rozměrech (tudor): délka 3 770 mm, šířka 1 360 mm, výška 1 500 mm, rozvor náprav 2 430 mm a rozchod kol 1 150 mm. Vůz jezdil nejvíce 85 km/h při spotřebě 7 l benzínu na 100 km. Vyrobilo se ho 421 kusů (sériově).

### Škoda 418 Popular, 1934
Jediným rozdílem proti typu 420 bylo použití menšího motoru a kratší podvozek a karoserie (d × š × v: 3 630 × 1 340 × 1 520 mm; rozvor: 2 300 mm; rozchod: 1 050 mm). Motor měl snížený objem válců na 903 cm³, a tím i nižší výkon 13,2 kW (18 k) souvisící i s nižší maximální rychlostí – 80 km/h. Dostalo se také na hřebenové řízení. Karosérie byla opět kombinací dřevěné kostry a plechových výlisků ovšem o více provedeních (přibyl dodávkový vůz, tudor–kabriolet a roadster). Sériově se tohoto automobilu vyrobilo 200 vozů.

### Škoda 420 Popular (typy 906/907, 916/917), 1934–1937

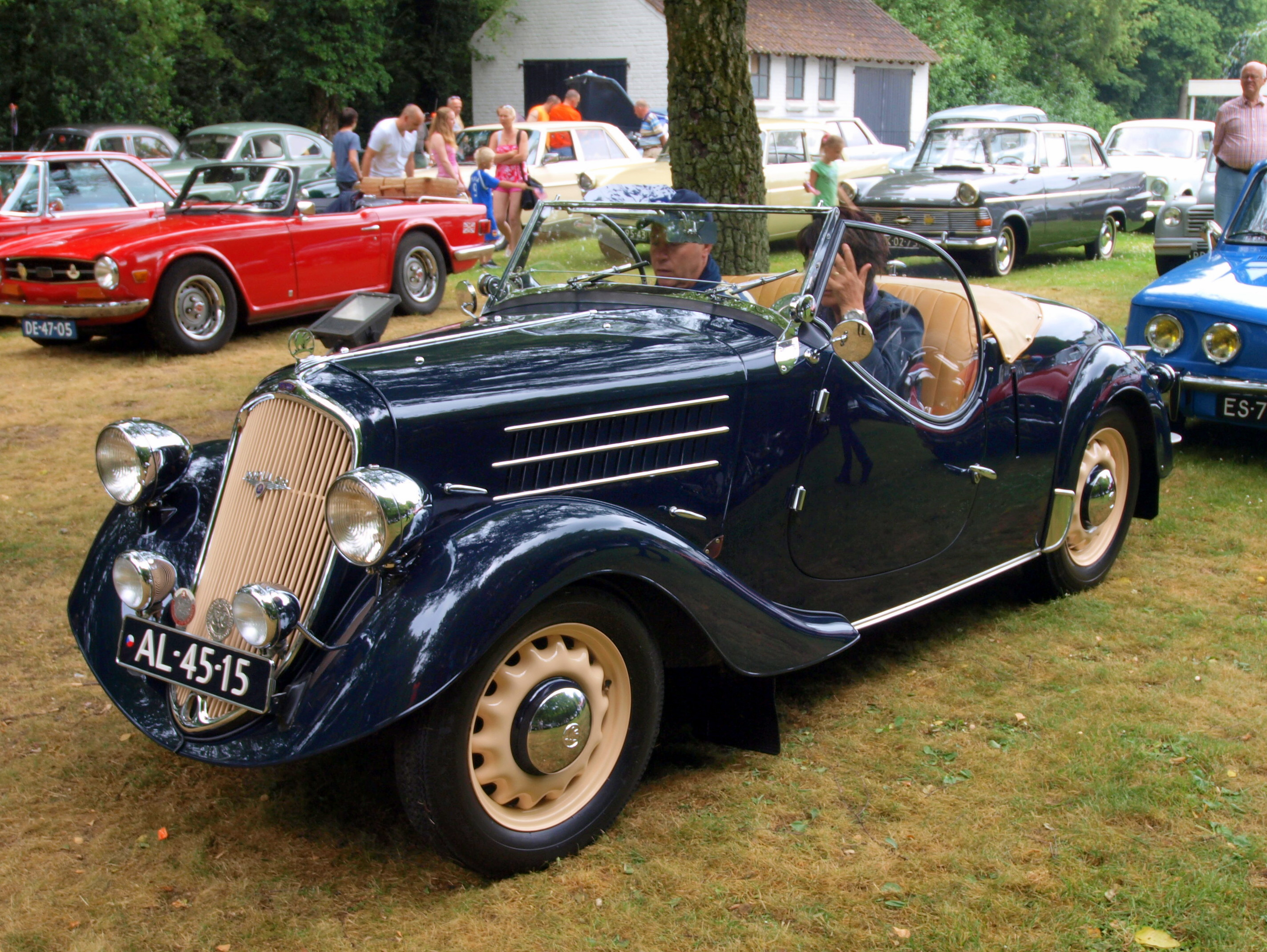
Škoda 420 Popular (typ 916)

Poprvé se objevilo jméno Popular a s ním také diferenciál (ovšem pouze za příplatek) a převodovka vzadu (systém Transaxle). Proti Škodě 420 se mírně zvýšil výkon na 16,2 kW (22 k) za opětovného použití karburátoru Zenith 26 VEH a přibylo hřebenové řízení. Rozvor se nejdříve smrskl na 2 300 mm, ale v roce 1935 byl prodloužen na 2 430 mm. Velikost karoserie tudoru byla nezměněna. Vůz se vyráběl v těchto provedeních: dvoudveřový tudor a tudor–kabriolet, čtyřdveřový sedan, kabriolet, roadster a dodávkový vůz. Vyrobilo se ho 4 200 kusů.

### Škoda 420 Popular Sport (typ 908), 1935

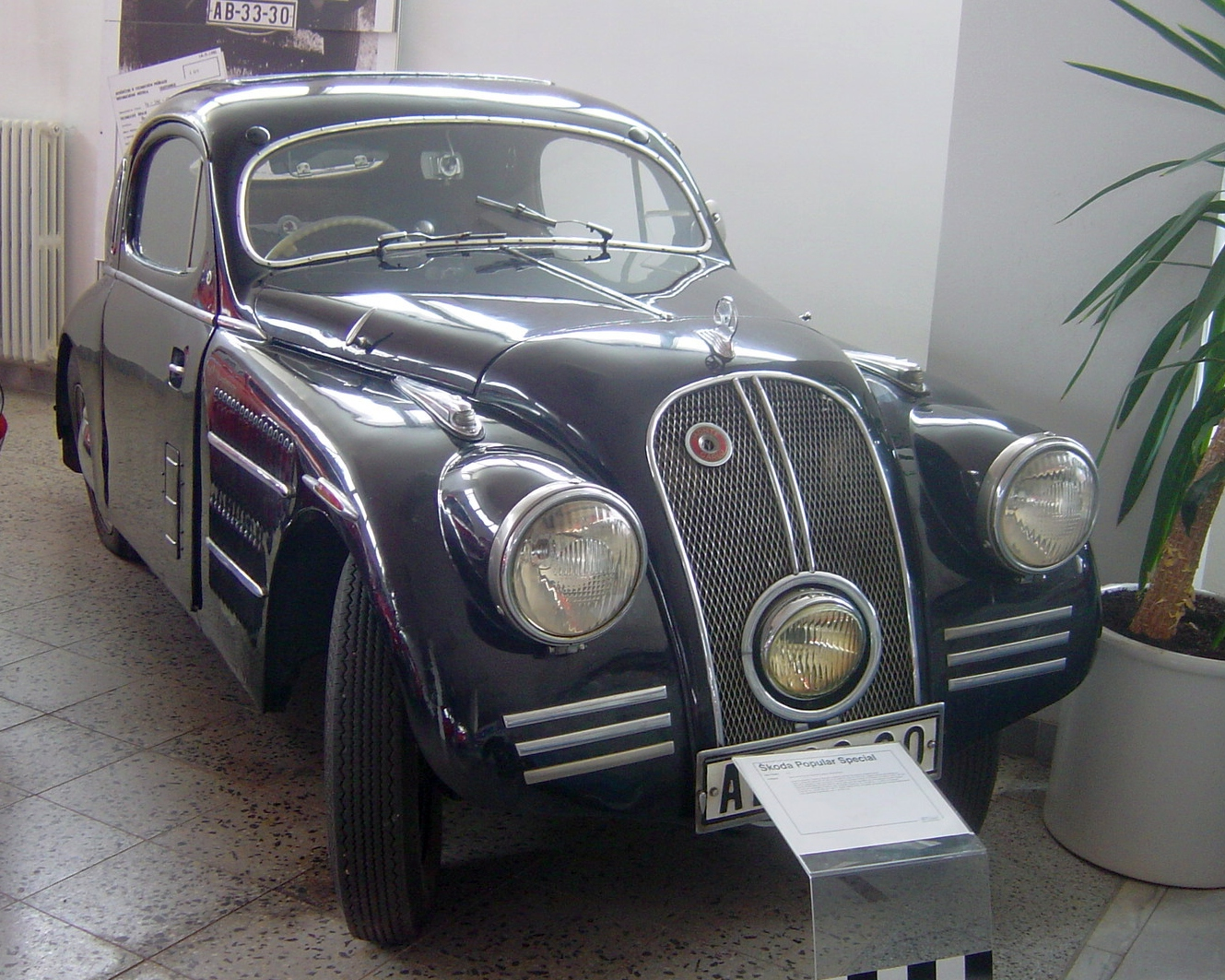
Škoda 420 Popular Sport (typ 908)

Vůz byl vyvinut pro účast na vytrvalostním závodu 1000 mil československých v roce 1936, který se však již nekonal. Na podvozku typu 906 vzniklo jen 20 vozů typu 908 s hliníkovou aerodynamickou karosérií kupé a upraveným motorem s vyšším výkonem.

### Škoda Popular Sport Monte Carlo (typ 909), 1935–1938
Tento automobil pojmenovaný po jednom z nejslavnějším automobilových závodů vznikl výměnou běžného motoru Popularu za ten z většího Rapidu (901). Toto spojení se ukázalo jako vynikající po absolvování slavného závodu, a tak ho automobilka začala prodávat s karosérií Roadster, Roadster De Luxe a Coupé Sport. Však také jezdil nejvyšší rychlostí 110 km/h při spotřebě 10 litrů benzínu na 100 km a měl diferenciál. Vyrobilo se ho 72 kusů.

### Škoda Sagitta (typ 911), 1936–1937
Škoda Sagitta byl prototyp miniautomobilu na podvozku odvozeném z typu Škoda 418. Vůz dostal zcela nový motor, vzduchem chlazený vidlicový dvouválec SV o objemu 845 cm³ a výkonu 11 kW. Dosahoval s ním rychlosti 70 km/h. Vůz byl vybaven nesynchronizovanou třístupňovou převodovkou. V roce 1937 bylo vyrobeno 7 vozidel: 4 kupé, 1 tudor a 2 kabriolety.

### Škoda Popular OHV (typ 912), 1937–1938
V tomto modelu se poprvé dostal do výroby motor s moderním ventilovým rozvodem OHV, což je náležitě zaznamenáno v názvu. Motor o objemu 995 cm³ ze sebe dostal 19,9 kW (27 k), což bohatě stačilo na dosažení stokilometrové rychlosti při prakticky stejné spotřebě. Byl prodloužen rozvor na 2 440 mm a karoserie nového typu byla o 40 mm širší (1 400 mm). Tohoto typu bylo vyrobeno 5 510 kusů.

### Škoda Popular 1100 OHV (typ 927), 1938–1946

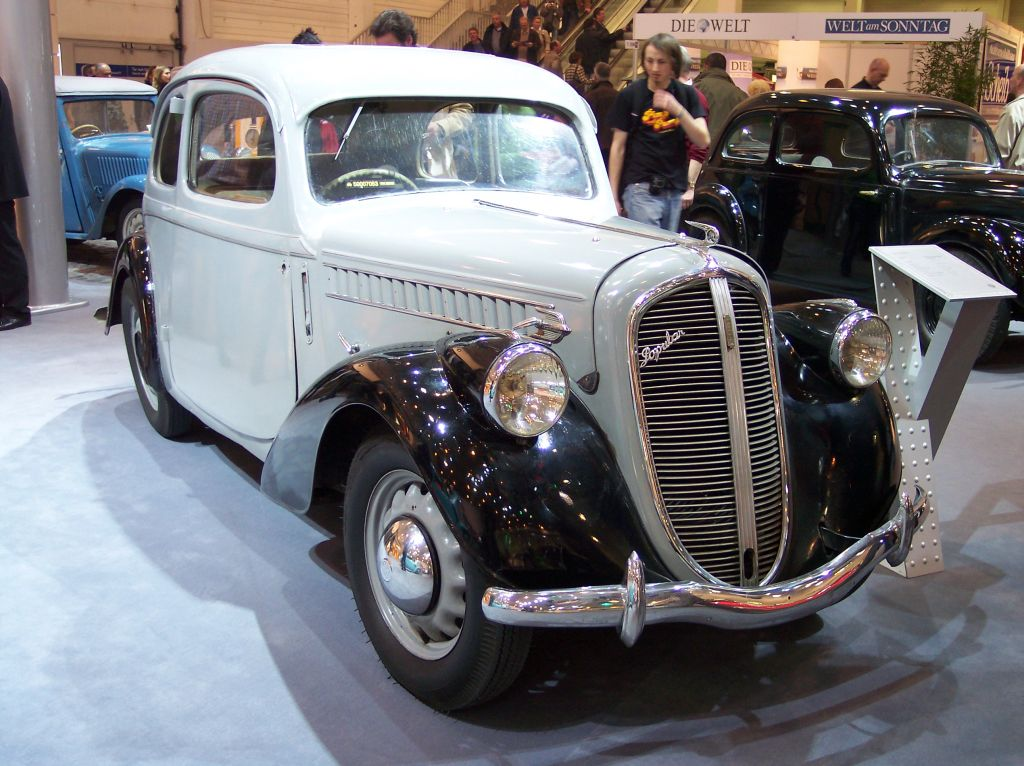
Škoda Popular 1100 OHV

Tento typ navazoval na Popular 912, motor byl ale převrtaný na 1 089 cm³ s výkonem 22,1 kW (30 k). S tím souviselo i použití kapalinových brzd, diferenciálu a zvětšení karoserie a rozvoru, ale i rozchodu. Tak jako u typu 937 se dostalo na nový design karosérie a racionalizace jejich provedení – tudor, sedan, kabriolet, roadster, sanitní a dodávkový vůz. Automobil jezdil nejvíce 100 km/h a spotřeboval 8,5 litru benzínu na 100 km. Bylo vyrobeno 6 600 kusů.

### Škoda Popular 995 „Liduška" (typ 937), 1939–1946
Tzv. „lidový typ" Populara vycházel z typu 916/917, ale zvětšil se a dostal novou karosérii (d × š × v: 3 800 × 1 400 × 1 480 mm; rozvor: 2 440 mm) a neměl diferenciál. Vyráběla se s karoseriemi tudor, dodávkový a sanitní vůz. Celkem se vyrobilo 1 500 kusů tohoto typu.

### Škoda Popular 1101 (typ 938), 1940–1944
Oproti Škodě Popular 1100 se opět zvětšila velikost vozu a zvýšil se výkon na 23,5 kW (32 k). Převodovka byla přemístěna dopředu a tvořila montážní blok s motorem a spojkou. Na přání byla dodávána i nová čtyřstupňová převodovka. Vůz dostal novou masku s vodorovnými půlkulatými žebry. Tento byl typ přímým předchůdcem poválečného vozu Škoda 1101 (Tudor). Celkem bylo vyrobeno 1019 kusů.